# Potamotrygon

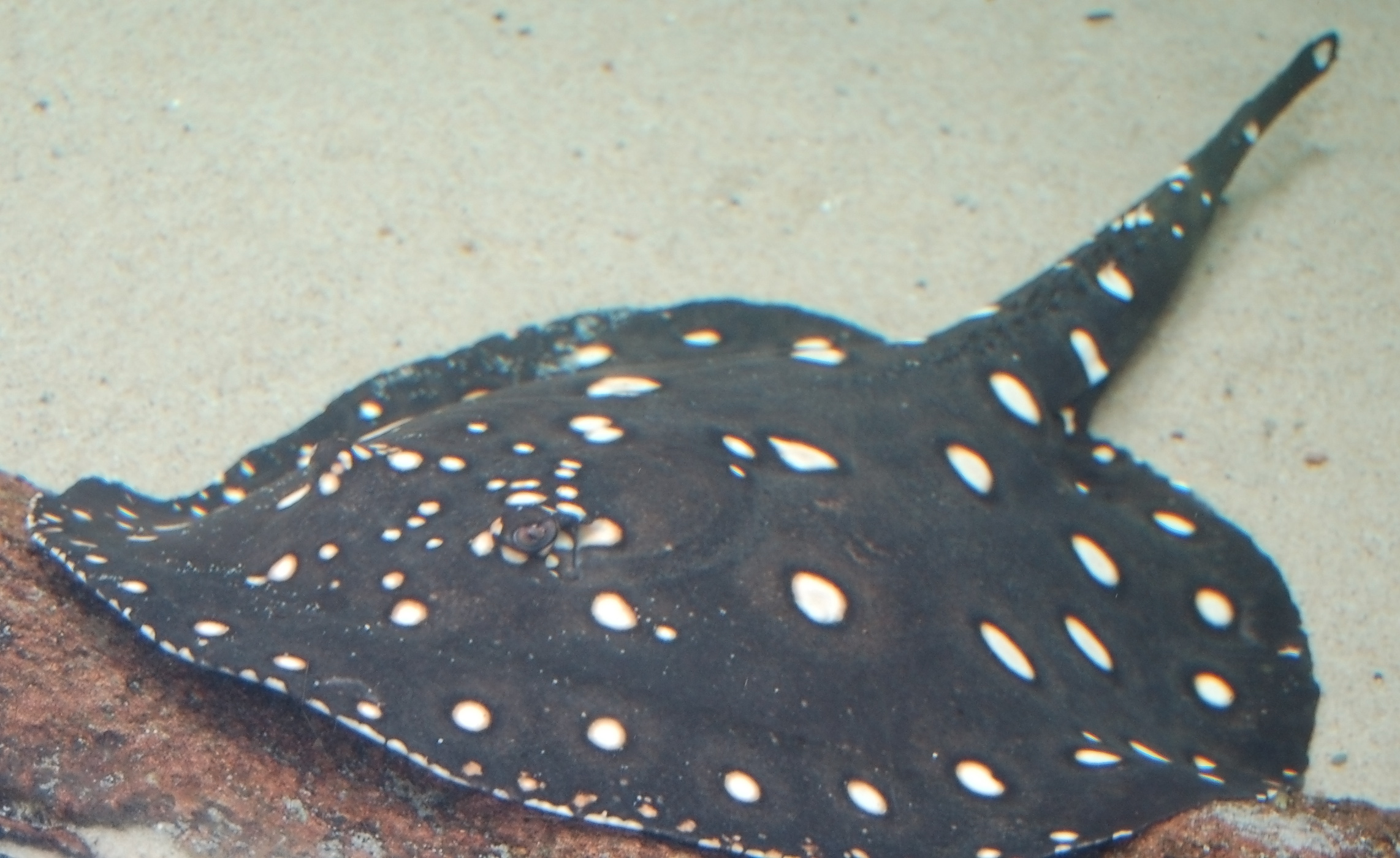
Potamotrygon leopoldi

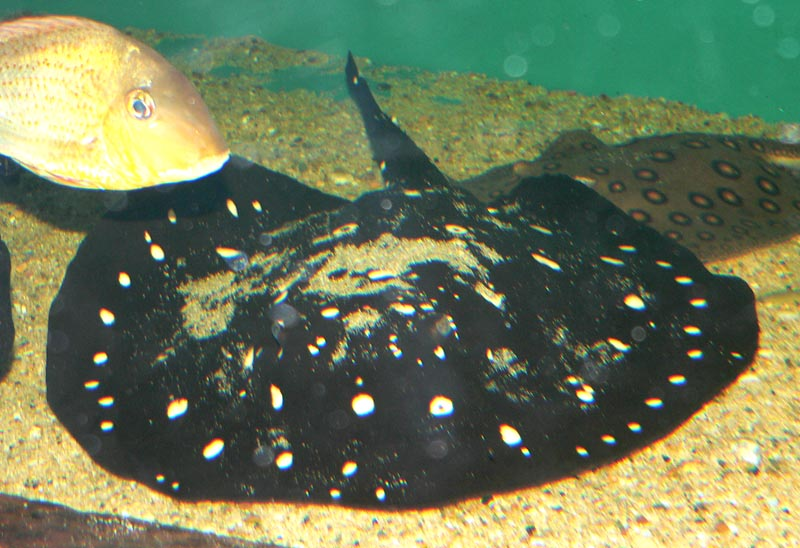
Potamotrygon henlei

Potamotrygon ist eine Gattung der Süßwasserstechrochen (Potamotrygonidae), deren Vertreter ausschließlich in südamerikanischen Flüssen wie dem Amazonas oder dem Río Paraná leben. Sie sind Gegenstand aktueller Forschung. Derzeit (Stand August 2019) sind 31 Arten bekannt, mehrere davon wurden erst in den 2010ern beschrieben. Benannt ist die Gattung nach Trygon, dem griechischen Namen für eine Stechrochenart im Mittelmeer, und griechisch potamos für „Fluss“.

## Merkmale
Potamotrygon-Arten haben mittelkräftige Schwänze, die meist kürzer als die Körperscheibe bleiben. Die gut entwickelten Stacheln sitzen ein Stück von der Schwanzwurzel entfernt und weisen Längsrillen auf, über die Gift aus Drüsen an der Basis geleitet wird. Die Stacheln werden regelmäßig nachgebildet, bis zu vier können gleichzeitig vorhanden sein. Rücken- und Schwanzflosse fehlen, aber der Schwanz weist hinter den Stacheln auf der Ober- und Unterseite membranartige Hautlappen mit rudimentären Strahlen auf. Die Augen sind mittelgroß.
Größe und Gewicht sind bei ihnen unterschiedlich stark ausgeprägt, so wird Potamotrygon brachyura fast einen Meter lang und wiegt etwa 200 kg, Potamotrygon motoro wird zwar ebenfalls bis zu einem Meter lang, wiegt aber nur etwa 15 kg und Potamotrygon ocellata wird nur 20 Zentimeter lang.
An verschiedenen Arten der Gattung wurde nachgewiesen, dass Süßwasserrochen über soziale Lernfähigkeit verfügen und Wasser auch als „Werkzeug“ zur Lösung von Problemen verwenden können.

## Systematik
- Gattung Potamotrygon Müller & Henle, 1841 [2]
  - Potamotrygon adamastor Fontenelle & Carvalho, 2017
  - Potamotrygon albimaculata Carvalho, 2016
  - Potamotrygon amazona Fontenelle & Carvalho, 2017
  - Potamotrygon amandae Loboda & de Carvalho, 2013
  - Potamotrygon boesemani Rosa, de Carvalho & de Almeida Wanderley, 2008
  - Potamotrygon brachyura (Günther, 1880)
  - Potamotrygon constellata (Vaillant, 1880)
  - Potamotrygon falkneri Castex & Maciel, 1963
  - Potamotrygon garmani Fontenelle & Carvalho, 2017
  - Potamotrygon henlei (Castelnau, 1855)
  - Potamotrygon humerosa  Garman 1913
  - Potamotrygon jabuti Carvalho, 2016
  - Potamotrygon hystrix (Müller & Henle, 1841)
  - Potamotrygon leopoldi Castex & Castello, 1970
  - Potamotrygon limai Fontenelle et al., 2014 
  - Potamotrygon magdalenae (Duméril, 1865)
  - Potamotrygon marinae Deynat, 2006
  - Potamotrygon marquesi Silva & Loboda, 2019
  - Pfauenaugen-Stechrochen (Potamotrygon motoro (Müller & Henle, 1841))
  - Potamotrygon ocellata (Engelhardt, 1912)
  - Potamotrygon orbignyi (Castelnau, 1855)
  - Potamotrygon pantanensis Loboda & de Carvalho, 2013
  - Potamotrygon rex Carvalho, 2016
  - Potamotrygon schroederi Fernández-Yépez, 1958
  - Potamotrygon schuhmacheri Castex, 1964
  - Potamotrygon scobina Garman, 1913
  - Potamotrygon signata Garman, 1913
  - Potamotrygon tatanae Silve und Carvalho 2011 
  - Potamotrygon tigrina  Carvalho, Sabaj Perez & Lovejoy 2011
  - Potamotrygon wallacei Carvalho et al., 2016
  - Potamotrygon yepezi Castex & Castello, 1970

Wie eine Mitte 2021 veröffentlichte Untersuchung über die Verwandtschaft der Süßwasserstechrochen ergab, ist Potamotrygon brachyura die Schwesterart der Gattung Plesiotrygon und müsste deshalb entweder dieser Gattung zugeordnet werden oder in eine eigene Gattung gestellt werden. Potamotrygon motoro und Potamotrygon orbignyi stellen keine monophyletischen Arten da, sondern die Populationen der Arten aus verschiedenen Flusssystemen sind näher mit anderen Süßwasserstechrochen aus den gleichen Flusssystemen verwandt als mit ihren Artgenossen aus anderen Flusssystemen. Außerdem sieht es so aus, dass die Gattung zu sehr in einzelnen Arten aufgesplittert worden ist und Populationen von verschiedenen Potamotrygon-Arten aus gleichen Flusssystemen gemeinsame Kladen bilden.

## Nachweise
1. ↑  Roberto E. Reis, Sven O. Kullander, Carl J. Ferraris: Check list of the freshwater fishes of South and Central America. EDIPUCRS, 2003, ISBN 978-85-7430-361-1, S. 22.
2. 1 2  Potamotrygon auf Fishbase.org (englisch)
3. ↑  Michael J. Kuba, Ruth A. Byrne und Gordon M. Burghardt: A new method for studying problem solving and tool use in stingrays (Potamotrygon castexi). In: Animal Cognition. Band 13, Nr. 3, 2010, S. 507–513, doi:10.1007/s10071-009-0301-5
4. ↑  Tobias Möser: Clever abgeschaut. Soziales Lernen bei Süßwasserrochen nachgewiesen. Deutschlandfunk vom 28. Mai 2013. Abgerufen am 28. Mai 2013.
5. ↑  João Pedro Fontenelle, Nathan R. Lovejoy, Matthew A. Kolmann, Fernando P. L. Marques (2021): Molecular phylogeny for the Neotropical freshwater stingrays (Myliobatiformes: Potamotrygoninae) reveals limitations of traditional taxonomy. Biological Journal of the Linnean Society, 2021 (XX): 1–21. doi: 10.1093/biolinnean/blab090